# Erdelj
Erdelj es una localidad de Croacia en el municipio de Generalski Stol, condado de Karlovac.

## Geografía
Se encuentra a una altitud de 175 m s. n. m. a 86 km de la capital nacional, Zagreb.

## Demografía
En el censo 2011, el total de población de la localidad fue de 367 habitantes.
| Gráfica de población de Erdelj 1857-2011                            |
|                                                                     |
| Según los censos de población de la oficina estadística de Croacia. |